# Södra Älvstranden

De båda älvstränderna och deras olika delar.

Södra Älvstranden är ett område utefter den södra stranden av Göta älv i Göteborg. 
Genom att Götatunneln byggdes, frilades ett område mellan Lilla Bommen och Järntorget på en sträcka av cirka 1500 meter med en bredd på 150 meter som tidigare präglats av intensiv biltrafik. Södra Älvstranden består av områdena (räknat västerut): Gullbergsvass, Lilla Bommen, Packhuskajen, Skeppsbron, Rosenlund, Masthuggskajen, Stigbergskajen, Fiskhamnen, Majnabbe, Klippan och slutar vid Röda sten.

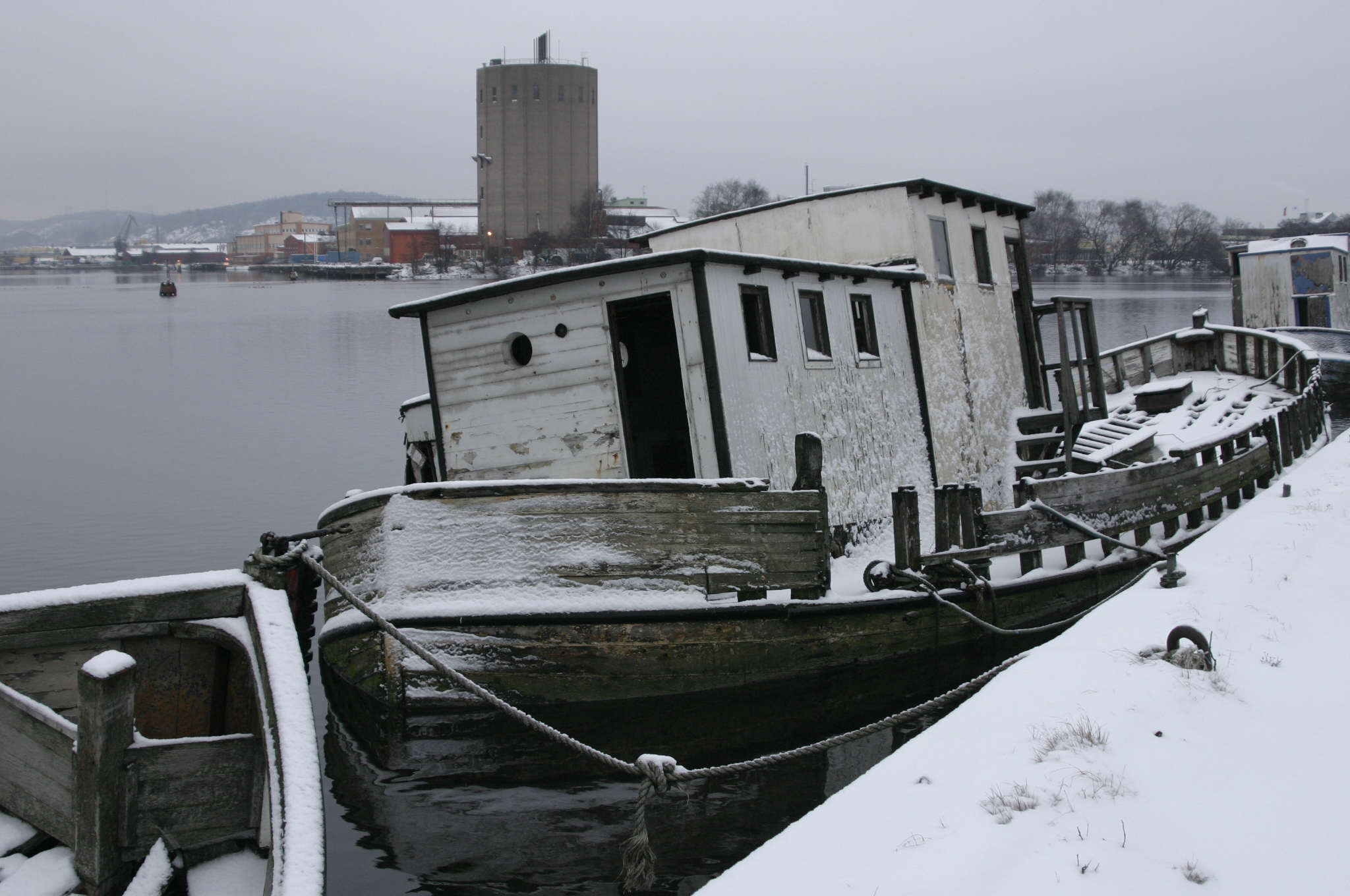
Övergivet fartyg vid Gullbergskajen

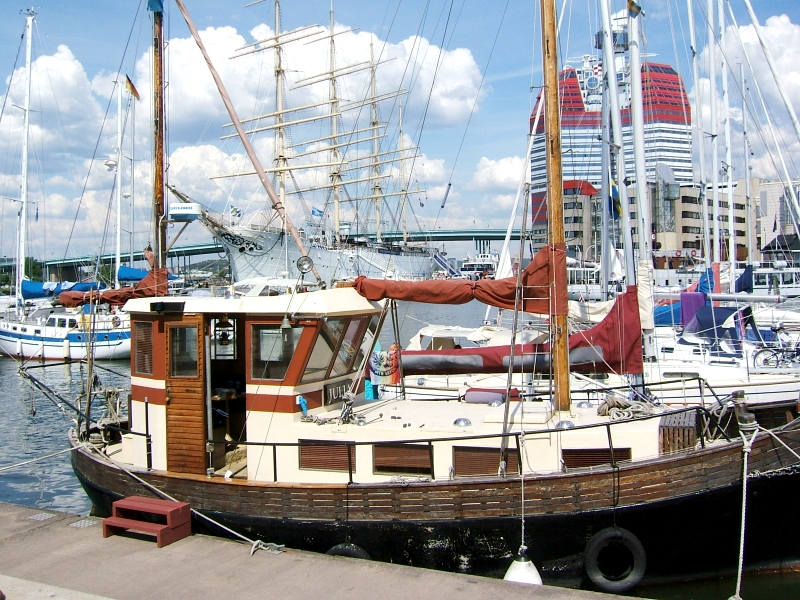
Gästhamnen vid Lilla Bommen bort mot barken Viking med Götaälvbron och Skanskaskrapan i fonden.

Utvecklingen av Gullbergsvass är en viktig del av den framtida utvecklingen i Göteborg och en förutsättning för att Projekt 2020 ska uppfyllas, innebärande att år 2020 ska Storgöteborg bestå av minst 1,5 miljoner invånare och 15 000 nya bostäder samt att 40 000 nya arbetsplatser ska byggas i Göteborgs citykärna. Gullbergsvass är lika stort som området Inom Vallgraven, men kan troligen inte bebyggas förrän Västlänken är färdigbyggd, vilket ser ut att bli efter 2020.  Idag används stora delar av området som fraktterminal, och ligger i direkt anslutning till Göteborg C. Älvstranden utveckling AB köpte som ett första led i utvecklingen upp området i januari 2007. 
I ett planprogram som kommunstyrelsen i Göteborg godkänt lyder en formulering om Lilla Bommen att platsen har "stora möjligheter att fyllas med liv året om och kan utvecklas till en naturlig mötesplats". I februari 2008 öppnades "Älvrummet" på Kanaltorget, en byggnad på ytan mellan Göteborgsoperan och Nordstan, där göteborgarna kan få veta allt om utvecklingen på de båda älvstränderna. Där finns bland annat en stor modell över stränderna. Man planerar att utveckla Lilla Bommen som en pendang till Götaplatsen, och området föreslås få byggnader för handel och kultur men även en park eller liknande.
Järnvägstrafiken på Södra Älvstranden upphörde i början av 1978. Därmed försvann en mer än hundraårig verksamhet. Det var i mitten av 1800-talet som Göteborg SJ Hamnbana kom till i samband med Västra stambanans byggnad, och med tiden blev Sveriges största station för exportgodstrafik. Ursprungligen sträckte den sig fram till Rosenlundskanalen där den betjänade Göteborgs Mekaniska Verkstad med flera.

## Skeppsbron
Stadsbyggnadskontoret och Älvstranden Utveckling AB bjöd i maj 2007 in fyra lag, HMXV Arkitekter, Schmidt Hammer Lassen & Liljewall Arkitekter, Erséus, Malmström & Edström & WSP samt Henning Larsen, för att utforma förslag om Skeppsbrons framtid efter Götatunnelns öppnande. Den 19 oktober 2007 presenterades de fyra förslagen.
Underlag för lagens arbete har varit Dialog Södra Älvstranden, ett försök att skapa medborgarinflytande i stadsplaneringen. I projektet har det ingått utställningar, studiecirklar och parallella stadsanalyser. Men även ett planprogrammet för Södra Älvstranden och ett program som utarbetats av Stadsbyggnadskontoret och Älvstranden Utveckling.